# غونتر شفاب
غونتر شفاب (بالألمانية: Günther Schwab)‏ هو كاتب وكاتب سيناريو نمساوي، ولد في 7 أكتوبر 1904 في براغ في التشيك، وتوفي في 12 أبريل 2006 في سالزبورغ في النمسا.

## وصلات خارجية
- غونتر شفاب على موقع IMDb (الإنجليزية)
- غونتر شفاب على موقع قاعدة بيانات الفيلم (الإنجليزية)